# Abolição da monarquia
A abolição da monarquia envolve o fim de elementos monárquicos na governança que podem incluir sistemas aristocráticos, governo hereditário e monarquia eletiva.
A abolição foi realizada de várias maneiras, incluindo a abdicação, levando à extinção da monarquia, reforma legislativa, revolução, golpe de estado ou descolonização. A abolição tornou-se mais frequente no século XX, com o número de monarquias na Europa caindo de 22 para 12 entre 1914 e 2015, e o número de repúblicas subindo de 4 para 34. A descolonização e a independência resultaram na abolição efetiva da monarquia em várias ex-colônias, como as do Reino Unido.
As motivações para a abolição incluem o igualitarismo e as visões anti-classe, oposição a instituições antidemocráticas e hereditárias, percepção da monarquia como anacrônica ou ultrapassada e oposição a um monarca ou dinastia em particular. Em muitas colônias e ex-colônias, a abolição da influência da monarquia de um estado colonizador é considerada parte da descolonização. Em muitos Reinos da Comunidade de Nações, a monarquia pode ser vista como uma instituição estrangeira contrária à identidade nacional ou à soberania nacional.
No século XXI, muitas monarquias abrigam significativos movimentos republicanos, como Espanha e Austrália, ou não são fortemente apoiadas pela população em geral.
Desde o início do século XX, a restauração da monarquia tem sido comparativamente rara. Exemplos incluem a restauração da monarquia da Espanha em 1975, que desde 1947 era uma regência com um trono vago; a reintegração de 1991 do Emir do Kuwait após a abolição de 1990 e a Guerra do Golfo; e a transição de 1993 do Camboja de uma república marxista-leninista para uma monarquia eletiva.

## Renascimento do século XVII da tradição antimonarquia ocidental clássica
Sob a liderança de Oliver Cromwell, em 1649, o Rei Carlos I foi julgado por alta traição, condenado e executado. Isso marcou a conclusão da Guerra Civil Inglesa, resultando na derrubada da monarquia inglesa pelo Parlamento da Inglaterra, iniciando um período de uma república inglesa (conhecida como Guerra dos Três Reinos). O século XVII foi o início do uso generalizado de prensas de impressão e mudanças decorrentes da melhoria da comunicação. Após onze anos, em 1660, uma monarquia limitada foi restaurada e moderada por um parlamento independente.

## Início do século XVIII de revoluções republicanas

### Estados Unidos da América
O antimonarquismo organizado no que é hoje os Estados Unidos se desenvolveu a partir de uma revolução gradual iniciada em 1765, quando os colonos resistiram a um imposto de selo por meio de boicote e condenação de funcionários do imposto. Embora estivessem sujeitos a autoridade do Parlamento do Reino Unido (como a monarquia era uma monarquia limitada desde 1649), os cidadãos norte-americanos desfrutavam de um nível de autonomia que se chocava cada vez mais com o Parlamento, que não oferecia cadeiras para representantes parlamentares. Com a Declaração de Independência em 1776, a propaganda antimonárquica resultou em protestos violentos que removeram sistematicamente símbolos da monarquia. Por exemplo, uma estátua equestre de George III na Cidade de Nova Iorque foi derrubada. Parlamentares lealistas foram particularmente afetados por ataques partidários, com dezenas de milhares que partem para o Canadá. Os bens que restaram foram confiscados por cada um dos Treze Estados recém-criados por meio de leis recentemente aprovadas. Artefatos do período colonial que representam a monarquia britânica raramente são encontrados nos Estados Unidos. No entanto, nem todo sentimento era igual ao antimonarquismo. Permaneceu uma normalidade de uma monarquia à frente de uma sociedade política: alguns americanos viram uma presidência em termos monárquicos, um César da república, foi um debate inicial na nova república.

### França
Uma das abolições mais significativas da monarquia na história — junto com a República Holandesa de 1581 a 1795 — envolveu a monarquia francesa em 1792 na Revolução Francesa. A monarquia francesa foi posteriormente restaurada várias vezes com diferentes níveis de autoridade. Napoleão, inicialmente um herói da revolução republicana, coroou-se imperador em 1804, apenas para ser substituído pela Restauração Bourbon em 1815, que por sua vez foi substituída pela mais liberal Monarquia de Julho em 1830. A Revolução de 1848 foi uma revolta antimonárquica mais clara que substituiu a sucessão de líderes reais pela curta Segunda República Francesa. Louis Napoleon Bonaparte estabeleceu o Segundo Império Francês (1852-1870), mantendo aspectos republicanos enquanto se colocava no centro do estado até que as perdas na Guerra Franco-Prussiana levaram à sua queda, resultando na Terceira República Francesa e no fim definitivo da monarquia na França.

## Expansão do colonialismo no século XIX

### Sul da Ásia
Em 1858, o Império Mogol chegou ao fim depois de perder uma guerra contra a Grã-Bretanha, e seu imperador, Bahadur Xá II, perdeu seu trono.

### Itália
Entre 1859 e 1861, quatro monarquias no sul da Europa deixaram de existir (Parma, Módena, Toscana e as Duas Sicílias) quando todas se tornaram parte do novo Reino da Itália.

### México
O Primeiro Império Mexicano existiu desde a Declaração de Independência de setembro de 1821 até a abdicação do Imperador em março de 1823. O governo provisório assumiu o poder e a Primeira República Mexicana foi proclamada em 1824. Devido à intervenção francesa sob Napoleão III, o Segundo Império Mexicano durou de 1864 a 1867, quando entrou em colapso e seu Imperador, Maximiliano do México, foi executado.

### Espanha
Na Espanha, a monarquia foi abolida de 1873 a 1874 pela Primeira República Espanhola, mas depois restaurada até 1931.

### Taiti
A monarquia do Taiti terminou em 1880, quando a França a transformou em uma colônia e derrubou o Rei Pōmare V.

### Birmânia
A monarquia da Birmânia foi abolida em 1885, quando o último rei, Thibaw Min, perdeu o trono e o país foi anexado pela Grã-Bretanha.

### Brasil
No Brasil, a monarquia foi abolida em 1889, quando o imperador Pedro II foi derrubado por um golpe militar republicano (o status da república foi confirmado por um plebiscito em 1993 que resultou em 86% dos votos no governo republicano).

### Havaí
Em 1893, líderes empresariais estrangeiros derrubaram a Rainha Liliʻuokalani, do Reino do Havaí. Eles estabeleceram uma república, que foi anexada pelos Estados Unidos em 1898.

### Madagáscar
A monarquia de Madagáscar, conhecida como Reino Merina, chegou ao fim em 1897, quando a França a transformou em colônia e derrubou a Rainha Ranavalona III.

## Fim global das monarquias do século XX

### 1900-1920

#### Coreia
Em 1910, o último imperador da Coreia, Sunjong, perdeu seu trono quando o país foi anexado pelo Japão. No entanto, a família real coreana foi midiatizada como uma família de marionetes dentro da família imperial japonesa. Muitos membros da realeza coreana foram reeducados à força no Japão e forçados a se casar com a realeza e aristocratas japoneses para fundir as famílias dominantes dos dois impérios. Com a abolição da aristocracia japonesa e dos ramos de cadetes da família imperial, a realeza coreana perdeu oficialmente o status restante.[carece de fontes?]

#### Portugal
A monarquia de Portugal também foi derrubada em 1910 (5 de outubro), dois anos após o assassinato do Rei Carlos I, encerrando o reinado de Manuel II, morto no exílio na Inglaterra (1932).

#### China
A monarquia da China deixou de existir em 1912, quando a Revolução Xinhai liderada por Sun Yat-sen conseguiu derrubar o Imperador Xuantong; isto marcou o fim da dinastia Qing e o início da República da China. Em 1915, Yuan Shikai proclamou o Império da China como imperador; o regime falhou em ganhar legitimidade e entrou em colapso três meses depois. Em 1917, o legalista Qing Zhang Xun procurou reviver a dinastia Qing e recolocou brevemente o imperador Xuantong no trono chinês; essa tentativa é conhecida como "Restauração Manchu" na historiografia.
Durante a Revolução Xinhai, a Mongólia Exterior declarou independência da dinastia Qing da China na Revolução Mongol de 1911. O Canato da Mongólia foi posteriormente proclamado, embora a República da China tenha reivindicado a Mongólia Exterior e tenha sido amplamente reconhecido pela comunidade internacional como tendo soberania sobre ela. Em 1924, a República Popular da Mongólia foi estabelecida, pondo fim à monarquia na Mongólia.

#### Rússia
Na Primeira Guerra Mundial, as condições dentro da Rússia e o fraco desempenho na guerra deram origem a uma revolução que derrubou toda a instituição da monarquia, seguida por uma segunda revolução contra o governo em outubro do mesmo ano que executou o czar (Imperator (Императоръ)) Nicolau II e implementou um governo marxista-leninista.

#### Alemanha, Áustria-Hungria, Império Otomano, Montenegro
Os derrotados impérios alemão, austro-húngaro e otomano viram a abolição de suas monarquias logo após a guerra, encerrando os reinados de Guilherme II, Carlos I e Mehmed VI, respectivamente. Os monarcas dos estados constituintes no Império Alemão, mais importantes Luís III da Baviera, Frederico Augusto III da Saxônia e Guilherme II de Württemberg, logo abdicaram. Durante a guerra, foram planejadas monarquias para a Polônia (Reino da Polônia), o Grão-Ducado da Finlândia (para ter um rei finlandês) e a Lituânia (Mindaugas II da Lituânia), com uma dependência do tipo protetorado da Alemanha. Ambos os reis pretendidos renunciaram a seus tronos após a derrota da Alemanha em novembro de 1918. O rei Nicolau I do Montenegro perdeu seu trono quando o país se tornou parte da Iugoslávia em 1918.

### 1920-1950

#### Espanha
Na Espanha, a monarquia foi novamente abolida em 1931 pela Segunda República Espanhola (1931-1939). Em 1947, o General Franco declarou a Espanha um domínio e nomeou Juan Carlos da Espanha seu sucessor em 1969. O príncipe da Espanha tornou-se rei com a morte de Franco em 1975, e a monarquia constitucional foi restaurada em 1978 sob ele.

#### Itália, Albânia, Bulgária, Hungria, Romênia, Iugoslávia
A Segunda Guerra Mundial viu outra onda de abolições. Em 1939, a Itália invadiu a Albânia, destituiu o rei auto-proclamado Zog I e colocou seu próprio rei Vitor Emanuel III como seu novo monarca. A Itália, juntamente com as monarquias do leste europeu da Bulgária, Hungria e Romênia, uniram-se à Alemanha na Segunda Guerra Mundial contra o Reino da Iugoslávia, os aliados ocidentais e a União Soviética. Quando as potências do Eixo se derrotaram na guerra, os partidários comunistas na Iugoslávia ocupada e a Albânia ocupada tomaram o poder e acabaram com as monarquias. Comunistas na Bulgária, Hungria e Romênia removeram suas monarquias com forte apoio da União Soviética, que teve muitas tropas e apoiadores colocados lá durante o curso da guerra. Com isso, Pedro II da Iugoslávia, Simeão II da Bulgária e Miguel I da Romênia perderam seus tronos. O Rei Vitor Emanuel III da Itália havia mudado de lado durante a guerra em favor dos aliados ocidentais, mas um referendo em 1946 encerrou o breve reinado de seu filho, Rei Humberto II, e a monarquia italiana deixou de existir.

#### Japão
Um resultado único da guerra foi que o imperador Hirohito, do Japão, que havia tido um papel importante, mas debatido na guerra do Japão contra os Aliados, foi reduzido em estatura de um ser divino para uma figura de proa pelos Estados Unidos ocupantes, em vez de perder seu trono completamente.

#### Vietnã
Em 1945, durante a Revolução de Agosto, Bảo Đại abdicou sob a pressão do Việt Minh liderado por Ho Chi Minh. Isso marcou o fim da dinastia Nguyễn e da monarquia vietnamita. De 1949 a 1955, Bảo Đại serviu como Quốc Trưởng (lit. "Chefe de Estado") do Estado do Vietnã e não recebeu o título de Hoàng Đế (lit. "Imperador").

#### Sul da Ásia
A independência do subcontinente indiano do domínio britânico direto em 1947 colocou um problema único. Desde 1858, quando o governo britânico assumiu o domínio direto sobre o subcontinente, foi governado como uma quase federação, com a maior parte do subcontinente (conhecido como Índia Britânica), sob o domínio direto do soberano britânico. O restante do subcontinente, no entanto, estava sob uma forma de regra indireta através de sua divisão e subdivisão em mais de quinhentas monarquias subnacionais, conhecidas como estados principescos; cada um era governado por um príncipe em uma aliança subsidiária com o governo britânico. Os estados principescos variaram de principados poderosos e amplamente independentes, como Hiderabade ou Mysore, com um alto nível de autonomia, a pequenos feudos de algumas dezenas de acres. A estrutura imperial resultante era amplamente semelhante à do Império Alemão antes da Primeira Guerra Mundial.
Em 1947, foi acordado que o subcontinente indiano seria dividido nos domínios independentes britânicos da Índia e do Paquistão, com os estados principescos aderindo a uma nação ou a outra. O processo de adesão decorreu sem problemas, com a exceção notável de quatro dos principados mais influentes. O governante muçulmano do estado de maioria hindu de Junagadh aderiu ao Paquistão, mas sua decisão foi anulada pelo governo indiano, enquanto Hiderabade escolheu ser independente, mas foi anexado à Índia em 1948. O governante hindu de Jammu e Caxemira, entre os maiores e mais poderosos dos principados, mas com uma população de maioria muçulmana, inicialmente parou de tomar uma decisão. No outono de 1947, uma força invasora do Paquistão assustou o governante a aderir à Índia. O governante de Kalat, no Baluchistão, declarou sua independência em 1947, após o que o estado foi fundido à força com o Paquistão, resultando em uma insurgência que persiste até hoje. Com a promulgação da constituição indiana em 1950, a Índia aboliu sua monarquia sob a coroa britânica e tornou-se uma república na Comunidade das Nações, seguida pelo Paquistão em 1956; como resultado de ambos os desenvolvimentos, a maioria dos príncipes perdeu formalmente seus direitos soberanos. Alguns principados remanescentes no Paquistão mantiveram sua autonomia até 1969, quando finalmente aderiram ao Paquistão. O governo indiano desreconheceu formalmente suas famílias principescas em 1971, seguido pelo Paquistão em 1972.

### 1950-1990

#### Grécia
Ao longo da movimentada história moderna da Grécia, a monarquia foi derrubada e restaurada várias vezes entre e após as duas Guerras Mundiais. O último rei, Constantino II, foi forçado ao exílio após um golpe de estado em 1967 e a república foi proclamada em 1973 pela ditadura militar na época. A abolição final da monarquia foi confirmada esmagadoramente depois que a legalidade constitucional foi restaurada, por referendo de 1974.

#### Comunidade das Nações
Muitas monarquias foram abolidas em meados do século XX ou mais tarde, como parte do processo de descolonização. As monarquias da Índia, Gana, Nigéria, Quênia, Tanganica, Uganda, Guiana e Malawi foram abolidas logo após se tornarem independentes do Reino Unido enquanto permanecerem na Comunidade das Nações. A da Irlanda não foi abolida quando a Irlanda se tornou independente do Reino Unido na década de 1920, mas pela Lei da República da Irlanda de 1948, que entrou em vigor em 1949. Alguns reinos da Comunidade das Nações esperaram um pouco mais antes de abolir suas monarquias: o Paquistão se tornou uma república em 1956 e a África do Sul em 1961. A Gâmbia aboliu sua monarquia em 1970, enquanto Serra Leoa se tornou uma república em 1971, assim como Sri Lanka em 1972, Malta em 1974, Trinidad e Tobago em 1976 e Fiji em 1987. O último país a se tornar uma república dentro da Comunidade das Nações foi a Maurícia em 1992.

#### Norte da África, Oriente Médio, Afeganistão
A monarquia do Egito foi abolida em 1953, após a revolução de 1952, que levou o rei Faruque a abdicar em favor de seu filho Fuade II. A monarquia da Tunísia terminou em 1957, quando Muhammad VIII al-Amin perdeu seu trono. A monarquia do Iraque terminou em 1958, quando o Rei Faiçal II foi morto e uma república proclamada. A monarquia do Iêmen foi abolida em 1962, quando o Rei Muhammad al-Badr foi derrubado em um golpe, embora ele continuasse resistindo a seus oponentes até 1970. O Rei Idris da Líbia foi derrubado por um golpe militar liderado por Muammar Gaddafi em 1969. A monarquia do Afeganistão foi abolida em 1973 depois que um golpe de estado derrubou o rei Mohammed Zahir Xá. A do Irã foi abolida pela revolução islâmica de 1979, derrubando Mohammad Reza Pahlavi.

#### Etiópia
O imperador Haile Selassie foi deposto em 1974 como resultado de um golpe marxista, encerrando quase três mil anos de domínio monárquico na Etiópia.

#### Sikkim
O Rei Palden Thondup Namgyal, de Sikkim, perdeu seu trono em 1975, quando o país se tornou um estado da Índia após um referendo.

#### Indochina
A revolta política e a insurreição comunista puseram fim às monarquias da Indochina após a Segunda Guerra Mundial: uma tentativa de curta duração de deixar uma forma monárquica de governo no Vietnã do Sul pós-colonial não deu em nada em um referendo fraudulento de 1955, um golpe militar derrubou o monarquia sem rei no Camboja em 1970 e uma aquisição comunista encerrou a monarquia no Laos em 1975.

### 1990-1999

#### Tentativas de restauração
Em um referendo no Brasil em 1993, os eleitores rejeitaram uma tentativa de restaurar a monarquia do país. Esforços malsucedidos para restaurar as monarquias de alguns dos estados dos Balcãs no antigo Bloco Oriental continuam. O ex-rei Miguel da Romênia e o Príncipe Alexandre da Sérvia foram autorizados a retornar, ganhar popularidade, desempenharam papéis públicos em grande parte apolíticos, mas nunca chegaram perto de serem restaurados em seus tronos ancestrais. No entanto, na Bulgária, Simeão II, que foi deposto do trono búlgaro em 1946, foi eleito e recentemente serviu como primeiro-ministro de seu país entre 2001 e 2005. O único país anteriormente socialista que realizou um referendo sobre a monarquia foi a Albânia, onde o pretendente ao trono de seu pai, o auto-denominado Leka I, perdeu por uma margem enorme.

#### Tentativas de abolição
Em um referendo de 1999, os eleitores da Austrália rejeitaram uma proposta para substituir a monarquia constitucional por uma república por um presidente nomeado pelo Parlamento. A proposta foi rejeitada em todos os estados, com apenas o Território da Capital Australiana votando a favor. Embora as pesquisas mostrassem consistentemente uma maioria a favor de uma república, o resultado do referendo foi atribuído a uma divisão entre republicanos entre aqueles que apoiavam o modelo apresentado e aqueles que apoiavam um presidente eleito diretamente.

## Crepúsculo da monarquia do século XXI
A maior parte das monarquias não sobreviveu ao século XX, as que restaram foram limitadas ao status de figura de proa ou continuaram de formas estranhas, como a monarquia comunista do Camboja. Uma das poucas monarquias tradicionais que restaram foi a região remota do Nepal. Após uma série de eventos estranhos, a monarquia do Rei Gyanendra foi abolida em maio de 2008 e substituída por uma república federal secular.

## Monarquias atuais que foram abolidas e depois restauradas
| País | País                            | Ano abolido                                                                                                   | Anotações                                                                                                   | Ano restaurado       | Anos da república |
| ---- | ------------------------------- | --- | --- | -------------------- | ----------------- |
|      | Inglaterra                      | 1649 | Estabelecida a Comunidade da Inglaterra, o Parlamento se inverteu e convidou a volta da monarquia.          | 1660                 | 11                |
|      | Escócia                         | 1652 | Comunidade                                                                                                  | 1660                 | 8                 |
|      | Espanha                         | 1873 | Primeira República Espanhola estabelecida                                                                   | 1874                 | 1                 |
| 1931 | Espanha                         | Segunda República Espanhola estabelecida, depois 1947 restaurada (de jure) sob a regência de Francisco Franco | 1975 (de fato)                                                                                              | 44 (16 - de direito) |                   |
|      | Kuwait                          | 1990 | A República do Kuwait proclamou com o apoio do Iraque; restaurado por uma intervenção dos Estados Unidos.   | 1991                 | 1                 |
|      | Ankole                          | 1967 | Quatro monarquias tradicionais de Uganda abolidas pelo governo sob a nova constituição de Milton Obote      | 1993                 | 26                |
|      | Buganda                         | 1967 | Quatro monarquias tradicionais de Uganda abolidas pelo governo sob a nova constituição de Milton Obote      | 1993                 | 26                |
|      | Bunyoro                         | 1967 | Quatro monarquias tradicionais de Uganda abolidas pelo governo sob a nova constituição de Milton Obote      | 1993                 | 26                |
|      | Tooro                           | 1967 | Quatro monarquias tradicionais de Uganda abolidas pelo governo sob a nova constituição de Milton Obote      | 1993                 | 26                |
|      | Camboja                         | 1970 | A República Khmer comunista estabeleceu e através de transformações restauradas como uma monarquia eletiva. | 1993                 | 23                |
|      | Rwenzururu, uma parte do Uganda | 1982 | 'Restabelecido' fora do apoio popular, apesar de não haver evidências de tal reino.                         | 2009 (de fato)       | 27                |